# Winchester (Nouvelle-Zélande)
Winchester est une petite localité du sud de la région de Canterbury situé dans l’Île du Sud de la Nouvelle-Zélande.

## Situation
La State Highway 1/S H1 et la ligne de chemin de fer de la Ligne principale du sud (en) passent à travers la ville de Winchester .